# Sauce Viejo
Sauce Viejo is een plaats in het Argentijnse bestuurlijke gebied  La Capital in de provincie Santa Fe. De plaats telt 6.825 inwoners.